# Annemarie (Schiff, 1914)
Die Annemarie ist ein deutscher Ewer mit Stahlrumpf. Sie verkehrte für die Nordfriesische Schifffahrtsgesellschaft im Nordfriesischen Wattenmeer als Insel- und Halligversorger. Ihr Heimathafen ist Hooge.

## Geschichte
Im Jahr 1914 wurde auf der Werft von Johann Hinrich Jacobs in Moorrege an der Pinnau einer der letzten Neubauten vor dem Ersten Weltkrieg fertiggestellt: der Motorewer mit Hilfsbesegelung Hermine. Von der modernen Technologie des Dieselmotors angetan, vertraute der Gauensieker Schiffer Hermann Dralle – der das Schiff in Auftrag gegeben hatte – sicherheitshalber trotzdem den bewährten Segelewer-Rumpflinien und ließ das Frachtschiff auch zusätzlich mit einem Mast samt Segeln ausstatten. So befuhr er, meist mit Äpfeln und Ziegeln aus dem Alten Land beladen, die Unterelbe. Im Zweiten Weltkrieg verlor sich die Spur des Schiffes, bis es als Kabelleger im nordfriesischen Watt auftauchte. Anstatt des Mastes und der Segel hatte sie nun einen kleinen Drahtseil-Kranbagger an Deck stehen. Diesen Dienst als Kabelleger vollzog das Schiff bis 1965 und hatte somit wesentlichen Anteil an der Elektrifizierung der Halligen sowie dem Ausbau des Telefonnetzes zu den Inseln.
Unter dem neuen Namen Annemarie mit Heimathafen Keitum/Sylt fuhr das Schiff fortan wieder Ladung. Zu diesem Zweck wurde es ins Seeregister mit der Nummer 184 eingetragen und erhielt auch eine Seefunkanlage. Kapitänsreeder Carl Ingwer Holst aus Archsum/Sylt ließ sein neues Schiff zudem auf etwas über 20 Meter verlängern und mit einem neuen Ruderhaus und einem Zweizylinder-Zweitaktmotor mit 50 PS Leistung versehen.
Nachdem das Schiff Mitte der 1970er Jahre zunächst nach Flensburg verkauft worden war, wurde es wenig später von Amrum aus wieder im nordfriesischen Watt eingesetzt. Im Jahr 1977 kaufte Kapitän B. Diedrichsen von Hallig Hooge das Schiff. Er ließ es zunächst in der Husumer Schiffswerft überholen. Dabei wurden Boden und Bug erneuert und die Maschine durch einen Vierzylinder-Viertaktmotor mit 140 PS Leistung ersetzt. Bereits drei Jahre später folgte eine weitere Werftliegezeit in Rømø/Dänemark, in der der Boden ausgebessert und ein neuer Hiab-Kran installiert wurden.
Kapitän A. Möller – Enkel von Kapitän Diedrichsen – gab das Schiff im Jahr 2015 an die Nordfriesische Schifffahrtsgesellschaft ab, die es weiterhin im kommerziellen Frachtdienst zu den Halligen und Inseln betreibt. Das Schiff, das von zwei Besatzungsmitgliedern gefahren wird und für die Wattfahrt zugelassen ist, ist mit einer modernen Funkausrüstung (GMDSS), Radar, GPS, Echolot, Autopilot und hydraulischem Ruder ausgestattet.
Dank des ersten Eigners (besonders dessen Wahl der Schiffslinien eines Segelewers) kann die Annemarie heute ein weiteres Mal Brücke in die Moderne sein: Als Versuchsträger moderner Segelantriebe wird sie in den kommenden Jahren das Windjammer-Shipping Projekt (u. a. Frachtschoner Undine) und somit die moderne Seeschifffahrt mit gestalten.
2019 – Annemarie ist verkauft und auf dem Weg in eine Werft in Hamburg. Das Unterwasserschiff wird überprüft und neu beschichtet. – In einer dreiwöchigen Fahrt ins Binnenland mit mehr als 1300 km durch Kanäle und Flüsse (Elbe, Elbe-Seitenkanal, Mittellandkanal, Dortmund-Ems-Kanal, Rhein-Herne-Kanal, Rhein, Main, Main-Donau-Kanal) bis Forchheim in Franken umspülen nun die Wasser der Regnitz den Rumpf von Annemarie.
Es ist Zeit für eine Komplettrenovierung und das Leben als Arbeitsschiff ist beendet. Die Achterkajüte wird entkernt und neu aufgebaut. Diverse Veränderungen stehen an. Entfernung des Kranes, Erhöhung des Süllrandes, Verschluss der Frachtraumdecke und und und ...

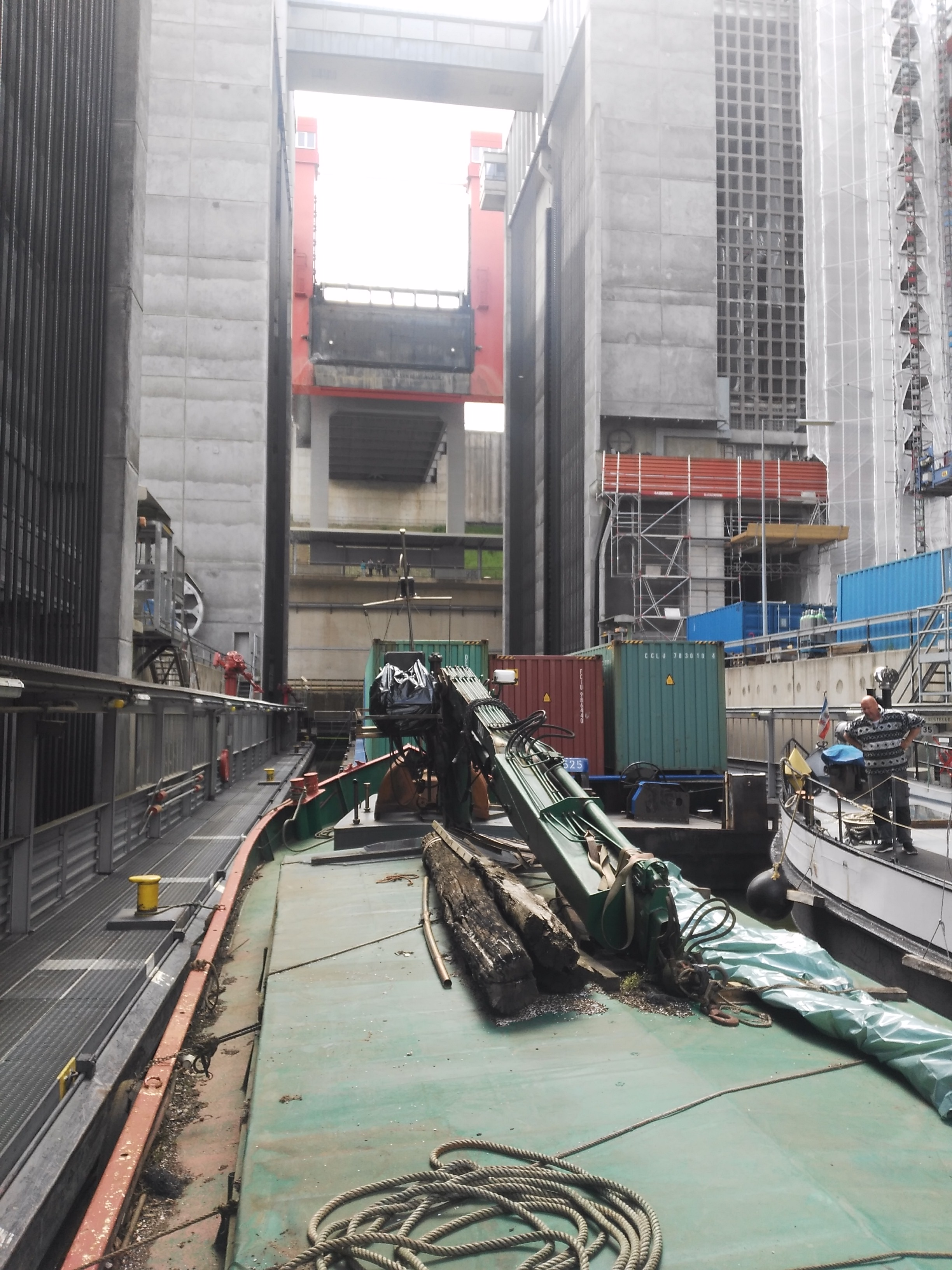
Annemarie im Schiffshebewerk Scharnebeck, 2019

## Technische Daten
Das Schiff verfügt über einen Mercedes-Benz-Dieselmotor (OM355) mit 240 PS Leistung, einen Hiab-Ladekran und hat eine Ladekapazität von etwa 40 Tonnen.

## Weblink
- Schiffshistorisches Archiv